# Dictyogryllacris dyscrita
Dictyogryllacris dyscrita är en insektsart som först beskrevs av Heinrich Hugo Karny 1928.  Dictyogryllacris dyscrita ingår i släktet Dictyogryllacris och familjen Gryllacrididae. Inga underarter finns listade i Catalogue of Life.